# Osiek Jasielski
Osiek Jasielski is een dorp in het Poolse woiwodschap Subkarpaten, in het district Jasielski. De plaats maakt deel uit van de gemeente Osiek Jasielski en telt 680 inwoners.